# 烏曼齊
50°37′5″N 24°53′4″E / 50.61806°N 24.88444°E
烏曼齊（烏克蘭語：Уманці），是烏克蘭的村落，位於該國西部沃倫州，由盧茨克區負責管轄，面積10.06平方公里，海拔高度251米，2001年人口174，人口密度每平方公里17.3人。